# Július Nemčík
Július „Julo“ Nemčík (12. listopadu 1909 Lipníky-Šarišská Poruba – 7. ledna 1986 Bratislava) byl slovenský malíř.
Studoval na v letech 1936–1942 pražské akademii u Henricha Hönicha, Josefa Loukoty a Jakuba Obrovského. Po válce se seznámil se svoji pozdější družkou a malířkou Editou Spannerovou se kterou se přestěhoval do Košic, následně od roku 1955 žil v Bratislavě.
Jakožto umělec byl představitel „generace 1909“, která byla zasažena událostmi druhé světové války a SNP, sám Němčík věnoval sérii obrazů kapitánovi Jánu Nálepkovi. V jeho díle je, zejména zprvu v protiválečných figurálních kompozicích, patrný značný vliv vliv generačního kolegy Cypriána Majerníka. Od 60. let se potom kombinovanými malířskými technikami věnoval krajině. Byl odměněn řadou poct, včetně titulu národní umělec v roce 1973.